# Walmu
Walmu ist der Name eines Königs des hethitischen Vasallenstaats Wiluša in der zweiten Hälfte des 13. Jahrhunderts v. Chr.

## Leben
Walmu ist durch den sogenannten Milawata-Brief (CTH 182; KUB 19.55 und 48.90 und KBo 18.117) bekannt, den sehr wahrscheinlich der hethitische Großkönig Tudḫaliya IV. an einen westanatolischen Herrscher (nach vorherrschender Meinung ist der Vasallenkönig Tarkasnawa von Mira der wahrscheinlichste Adressat, aber auch ein Empfänger in Milawata wird in Erwägung gezogen) schrieb.
Walmu, ein Nachfolger Alaksandus, wurde als König von Wiluša gestürzt und floh zum Empfänger des Milawata-Briefs. Die näheren Umstände dieses Umsturzes sind unbekannt. Tudḫaliya IV. ist bestrebt, Walmu wieder als Herrscher und Vasall in Wiluša einzusetzen. Dazu schickt er zusammen mit dem Milawatabrief einen hohen Beamten namens Kuwalanaziti zum Empfänger, der durch Belege auf einer beschrifteten Holztafel beweisen soll, dass Walmu rechtmäßiger Herrscher von Wilusa ist. Walmu war nicht nur dem hethitischen Großkönig, sondern auch dem Adressaten des Milawata-Briefs untergebener kulawanis-Vasall, wobei die Bedeutung des Wortes „kulawanis“ unklar ist, da es sich um ein Hapax legomenon handelt, also bisher in keinem anderen hethitischen Text bezeugt ist. Tudḫaliya IV. ordnet an, Walmu zur Hauptstadt Ḫattuša zu bringen, als ersten Schritt, um ihn wieder auf den Thron von Wilusa zu setzen. Ob dieses Vorhaben gelang, ist unbekannt.

Ethnien vor der thrakischen Immigration im hethitischen Territorium. Hier wird das Gebiet um Troja dem hethitischen Vasallenstaats Wiluša zugeordnet.